# 袋井駅

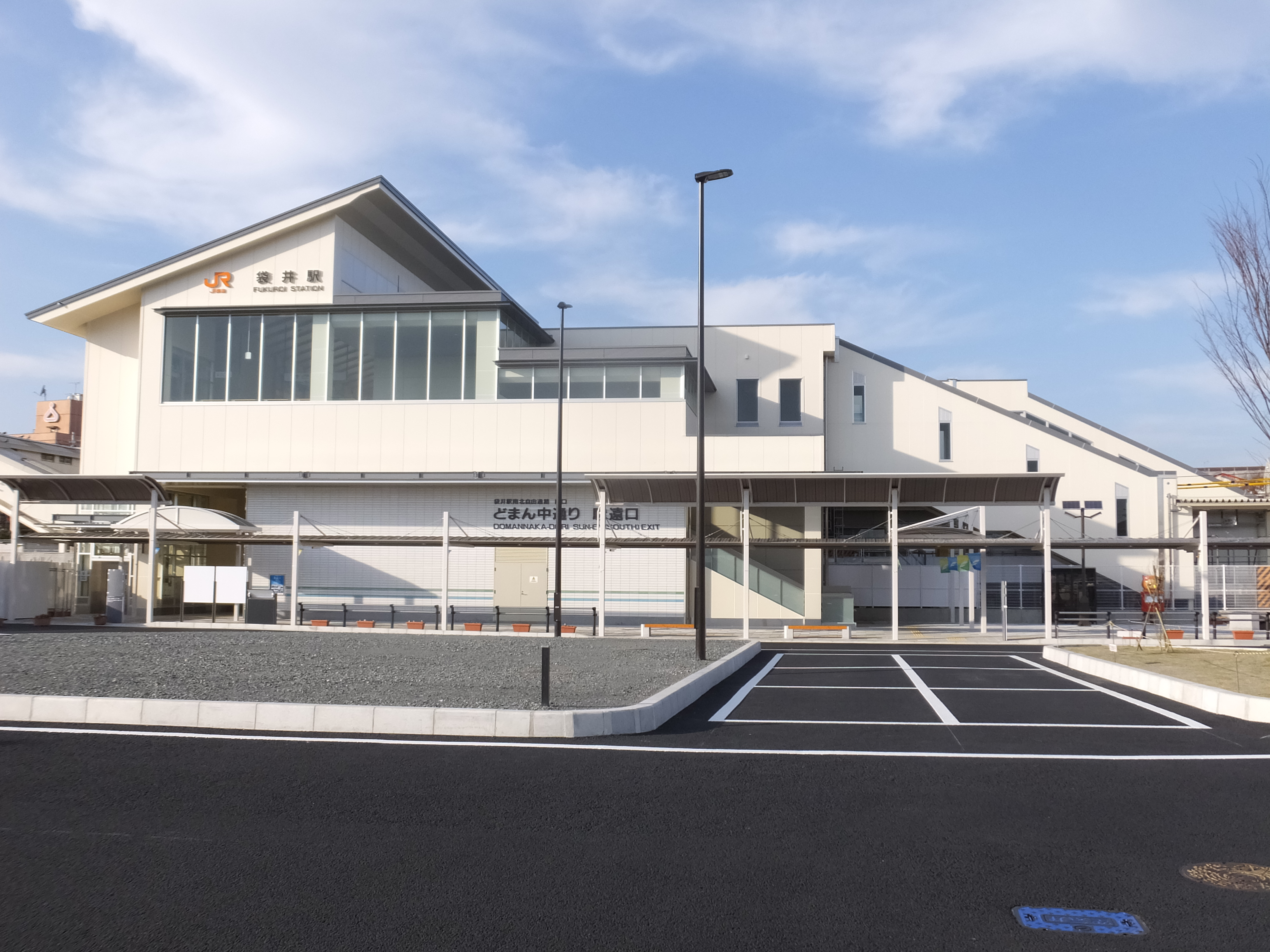
南口（駿遠口）（2014年12月）

袋井駅（ふくろいえき）は、静岡県袋井市高尾にある、東海旅客鉄道（JR東海）東海道本線の駅である。駅番号はCA29。本項では、かつて存在していた静岡鉄道駿遠線・秋葉線の新袋井駅（しんふくろいえき）についても解説する。
運行形態の詳細は「東海道線 (静岡地区)」を参照。

## 歴史
- 1889年（明治22年）4月16日：官設鉄道静岡駅 - 浜松駅間の開通時に開業[1]。
- 1895年（明治28年）4月1日：線路名称制定。東海道線（1909年に東海道本線に改称）の所属となる。
- 1902年（明治35年）12月28日：秋葉馬車鉄道（馬車鉄道・後の静岡鉄道秋葉線）が駅前に乗り入れ。
- 1914年（大正3年）1月12日：中遠鉄道（後の静岡鉄道駿遠線）の袋井新駅が開業。
- 1959年（昭和34年）10月14日：鉄筋平屋駅舎に改築。
- 1962年（昭和37年）9月20日：秋葉線の新袋井駅が廃止。
- 1967年（昭和42年）8月28日：駿遠線の袋井駅が廃止。
- 1984年（昭和59年）1月21日：貨物の取扱を廃止[1]。
- 1985年（昭和60年）3月14日：荷物の取扱を廃止[1]。
- 1987年（昭和62年）
  - 2月17日：みどりの窓口開設[3]。
  - 4月1日：国鉄分割民営化により、東海旅客鉄道（JR東海）の駅となる[1]。
- 1992年（平成4年）11月14日：自動改札機を導入[4]。
- 2007年（平成19年）
  - 6月：JR東海と袋井市の間で南北自由通路の新設、駅舎橋上化の協議開始に向けた覚書を締結する[5][6]
  - 8月：国とJR東海間で駅舎改築に向けた費用負担協議を開始。これに伴い、袋井市とJR東海との工事協定について締結を延期する[7]。
- 2008年（平成20年）3月1日：TOICAのサービス開始。
- 2009年（平成21年）6月1日：自由通路の整備及び管理に関する要綱が国土交通省より示され、これを受け、JR東海と袋井市の協議が再開される[8]。
- 2014年（平成26年）11月30日：橋上駅舎、南北自由通路完成[2]。南北自由通路は『どまん中通り[注釈 1]』、北口は『秋葉口[注釈 2]』、南口は『駿遠口[注釈 3]』の愛称が付けられている[9]。

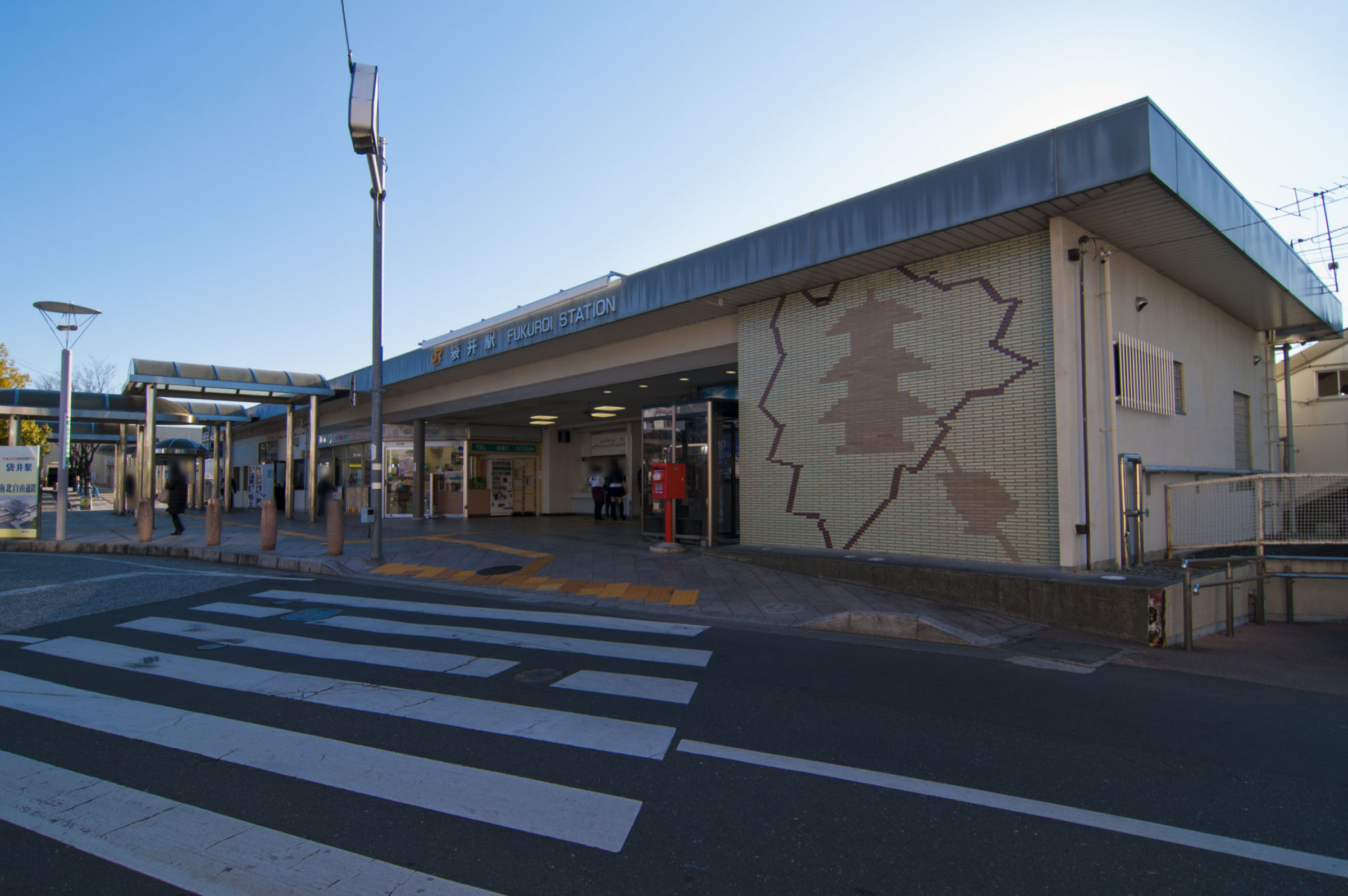
橋上化前の駅舎（2012年1月）

## 駅構造
相対式ホーム2面2線に挟まれた島式ホーム1面2線、合計3面4線のホームを持つ地上駅。構内北側から駅舎、単式ホーム（1番線）、島式ホーム（2・3番線）、単式ホーム（4番線）の順に並んでいる。なお、1・4番線は副本線、2・3番線は本線となっている。JR全線きっぷうりば設置駅。
駅長・駅員配置駅（直営駅）である。管理駅として、愛野駅を管理している。

### のりば
| 番線 | 路線                       | 方向                       | 行先                       | 備考                       |
| ---- | -------------------------- | -------------------------- | -------------------------- | -------------------------- |
| 1    | （上り待避線、予備ホーム） | （上り待避線、予備ホーム） | （上り待避線、予備ホーム） | （上り待避線、予備ホーム） |
| 2    | CA 東海道本線              | 上り                       | 静岡・沼津方面             | -                          |
| 3    | CA 東海道本線              | 下り                       | 浜松・豊橋方面             | -                          |
| 4    | （下り待避線、予備ホーム） | （下り待避線、予備ホーム） | （下り待避線、予備ホーム） | （下り待避線、予備ホーム） |

（出典：JR東海:駅構内図）
1・4番線は現在のダイヤでは定期列車の発着はないが、臨時列車が停車することがあるほか、非常時、貨物列車・工事車両・回送列車の待避・留置に使われることがある。また、毎年8月前半に原野谷川親水公園で行われるふくろい遠州の花火の時に、当駅止まり・当駅始発の臨時列車の発着が行われることがある。

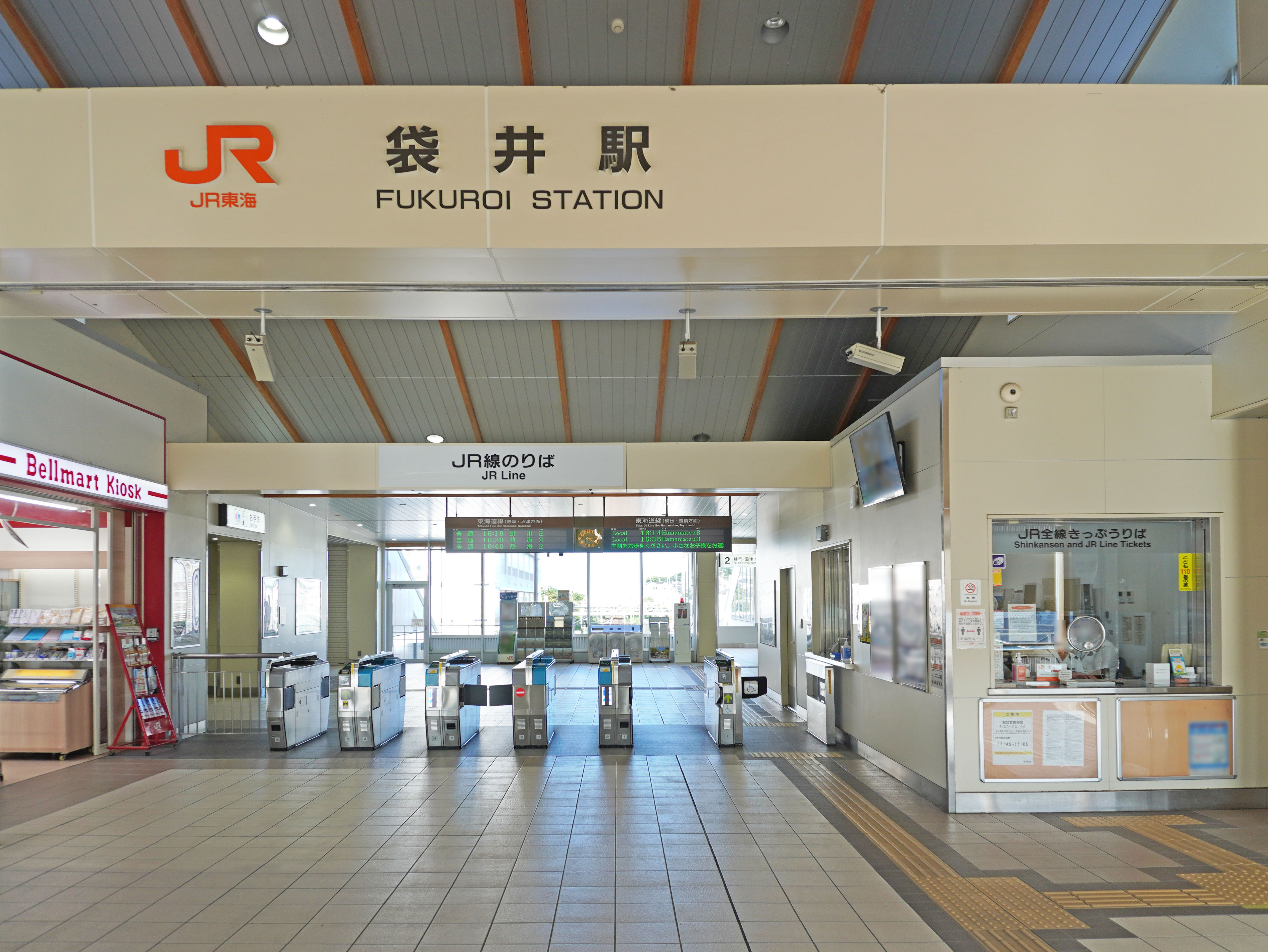
改札口（2022年9月）
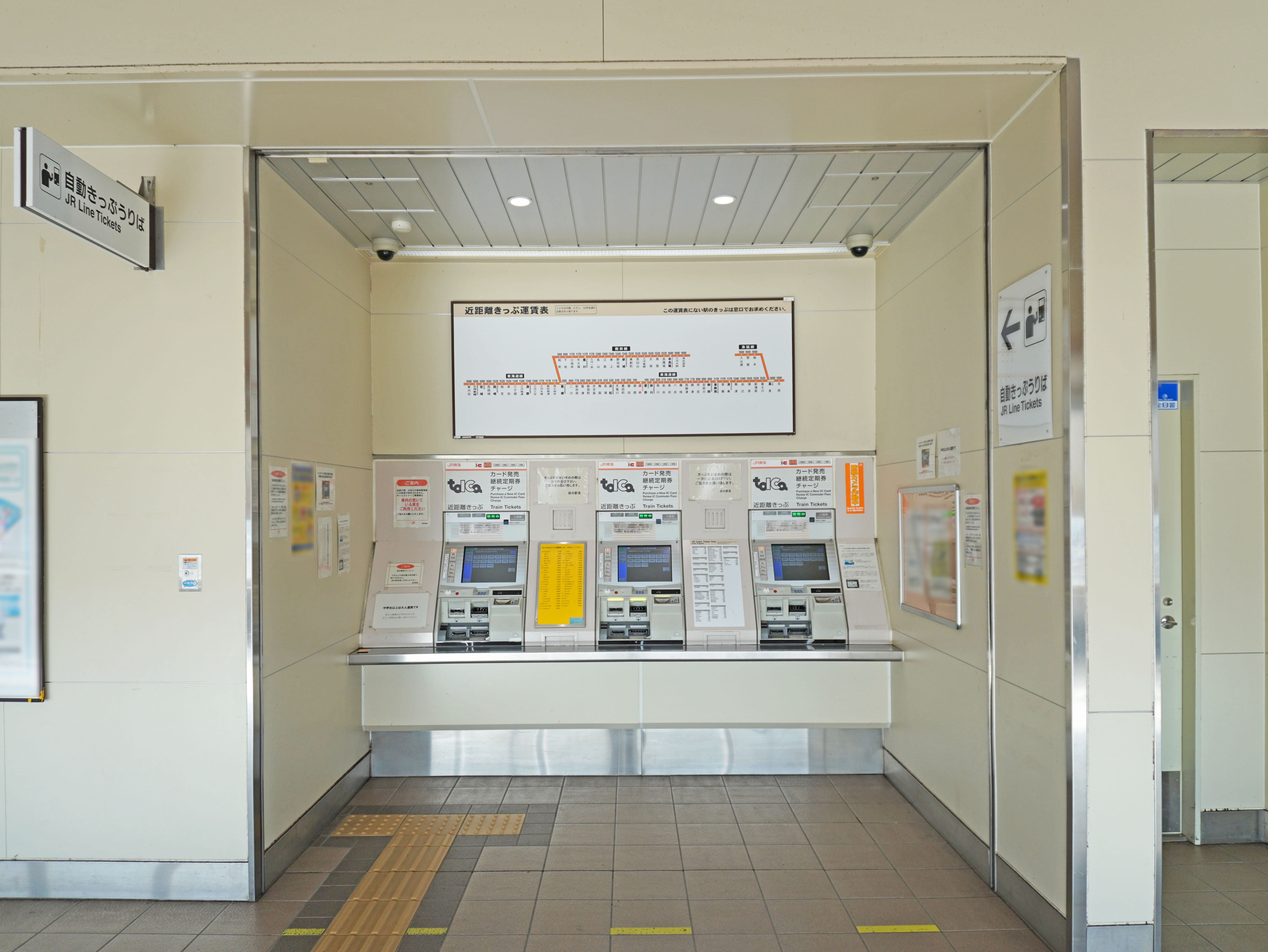
自動券売機（2022年9月）
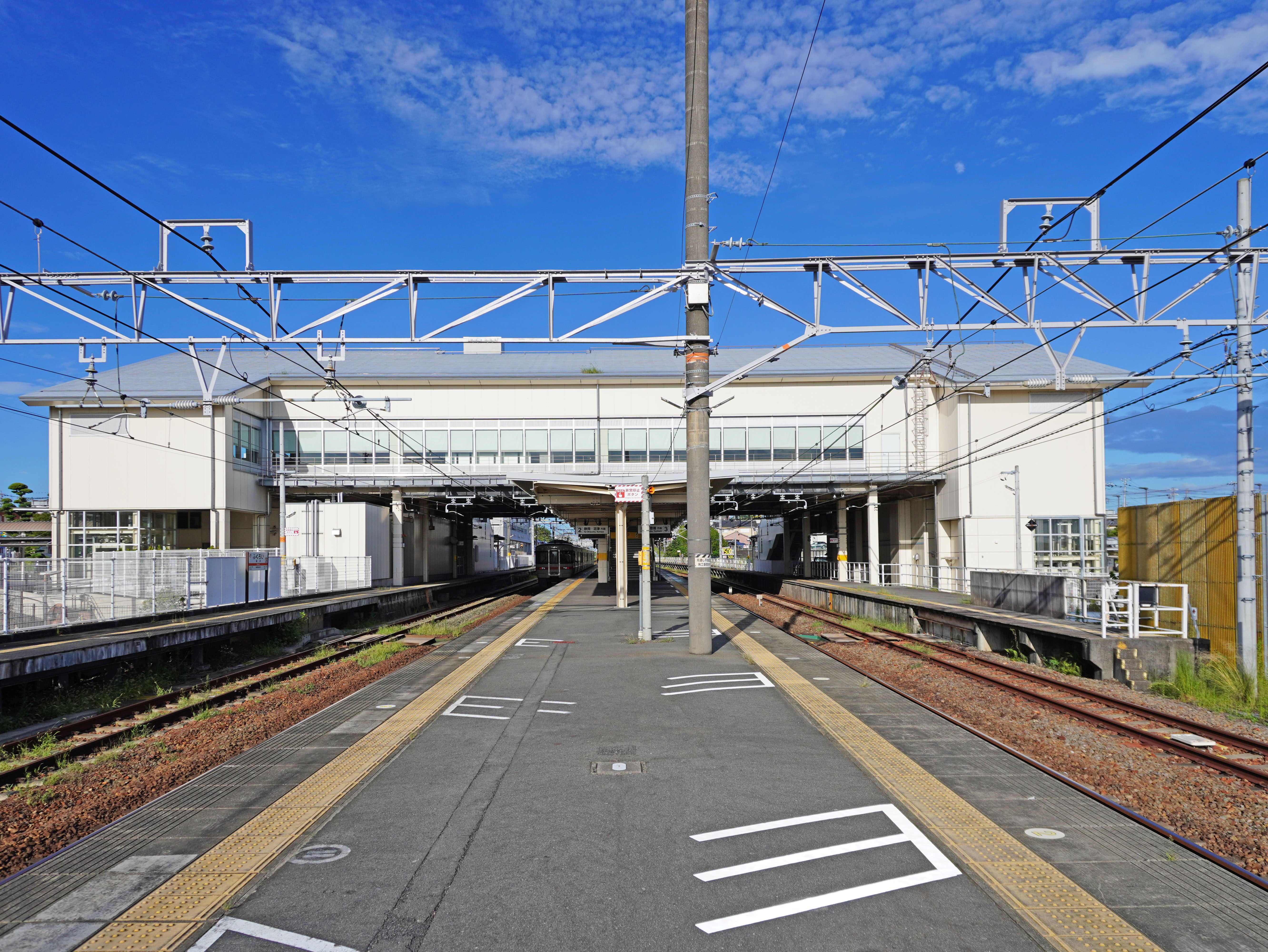
ホーム（2022年9月）

## 新袋井駅
静岡鉄道駿遠線の当駅は国鉄（当時）の構内南側に隣接しており、国鉄駅とは跨線橋で結ばれていた。秋葉線の当駅は国鉄袋井駅を出て駅前広場北側に位置しており、駅舎を備えていたがホームは無く、その代わりとして木製の踏み台を乗降用として使用していた。
駿遠線の当駅名は時代によって「袋井新駅」「袋井駅」「社袋井駅」「新袋井駅」の表記揺れがある。

### 中遠碑
1943年（昭和18年）5月15日、戦時統合により中遠鉄道は静岡鉄道と改称した。同年8月、中遠鉄道の功績を後世に伝えるため、「中遠碑」が中遠線の袋井駅構内に設置された。碑文は井浪茂三郎によるもので、揮毫は五島慶太。駿遠線の廃止後も同地に立っていた。2003年（平成15年）3月、袋井駅再開発事業に伴い、和光商事（袋井市掛之上3-1）の敷地内に移設保存された。

### 隣の駅
静岡鉄道
駿遠線
柳原駅 - 新袋井駅
秋葉線
新袋井駅 - 袋井町駅

## 利用状況
「静岡県統計年鑑」によると、2021年度（令和3年度）の1日平均乗車人員は3,869人である。
1993年度（平成5年度）以降の推移は以下のとおりである。
| 乗車人員推移       | 乗車人員推移     | 乗車人員推移 |
| 年度               | 1日平均 乗車人員 | 出典         |
| ------------------ | ---------------- | ------------ |
| 1993年（平成05年） | 7,666            | [ 12 ]       |
| 1994年（平成06年） | 7,564            | [ 12 ]       |
| 1995年（平成07年） | 7,529            | [ 12 ]       |
| 1996年（平成08年） | 7,506            | [ 12 ]       |
| 1997年（平成09年） | 7,249            | [ 12 ]       |
| 1998年（平成10年） | 7,139            | [ 12 ]       |
| 1999年（平成11年） | 7,120            | [ 12 ]       |
| 2000年（平成12年） | 6,961            | [ 12 ]       |
| 2001年（平成13年） | 6,628            | [ 12 ]       |
| 2002年（平成14年） | 6,406            | [ 12 ]       |
| 2003年（平成15年） | 6,285            | [ 12 ]       |
| 2004年（平成16年） | 6,064            | [ 12 ]       |
| 2005年（平成17年） | 5,984            | [ 12 ]       |
| 2006年（平成18年） | 5,806            | [ 12 ]       |
| 2007年（平成19年） | 5,790            | [ 12 ]       |
| 2008年（平成20年） | 5,696            | [ 12 ]       |
| 2009年（平成21年） | 5,335            | [ 12 ]       |
| 2010年（平成22年） | 5,274            | [ 12 ]       |
| 2011年（平成23年） | 5,246            | [ 12 ]       |
| 2012年（平成24年） | 5,176            | [ 12 ]       |
| 2013年（平成25年） | 5,075            | [ 12 ]       |
| 2014年（平成26年） | 4,894            | [ 12 ]       |
| 2015年（平成27年） | 5,133            | [ 12 ]       |
| 2016年（平成28年） | 5,231            | [ 12 ]       |
| 2017年（平成29年） | 5,324            | [ 12 ]       |
| 2018年（平成30年） | 5,366            | [ 12 ]       |
| 2019年（令和元年） | 5,325            | [ 12 ]       |
| 2020年（令和02年） | 3,840            | [ 12 ]       |
| 2021年（令和03年） | 3,869            | [ 12 ]       |

## 駅周辺
駅北側ロータリーに路線バス・タクシー乗り場が設けられており、駅前より北方向に向かって静岡県道275号袋井停車場線が伸びている。駅北側500mほどの場所には原野谷川が流れており、西側で南方へカーブして東海道本線と交差している。南側は土地区画整理事業により、2021年にショッピングモールのノブレスパルク袋井が開店した。
- 袋井新産業会館キラット
  - くれたけインプレミアム袋井駅前
  - 袋井商工会議所
  - 袋井駅前郵便局
- 袋井市立袋井図書館
- 静岡県立袋井高等学校
- 袋井警察署中央交番
- 袋井市役所
- ノブレスパルク袋井
- スルガ銀行 袋井支店
- 静岡銀行 袋井支店
- 浜松いわた信用金庫 袋井支店

## バス路線

### 北口
バス停の名称は秋葉バスサービスが袋井駅前、袋井市自主運行バスが袋井駅北口。
1番乗り場
- 秋葉バスサービス
  - 秋葉線：袋井市民病院・気多行
  - 秋葉中遠線：遠州森町方面行

2番乗り場
- 袋井市自主運行バス
  - 袋井駅・中東遠総合医療センター線：中東遠総合医療センター行（平日のみ運行）
  - 北部循環線（平日のみ運行）：袋井駅北口行

3番乗り場
- 秋葉バスサービス
  - 秋葉中遠線：大東支所行（平日朝2便のみ運行）

※4番乗り場は降車専用。

### 南口
バス停の名称は袋井駅南口。
- 秋葉バスサービス
  - 秋葉中遠線：横須賀車庫行、大東支所行
- 袋井市自主運行バス
  - 南部循環線（平日のみ運行）：袋井駅南口行

## 隣の駅
※「ホームライナー静岡」「ホームライナー浜松」の隣の停車駅は東海道線 (静岡地区)を参照のこと。
東海旅客鉄道（JR東海）
CA  東海道本線
愛野駅 (CA28) - 袋井駅 (CA29) - 御厨駅 (CA30)